# Vasco de Araújo e Silva

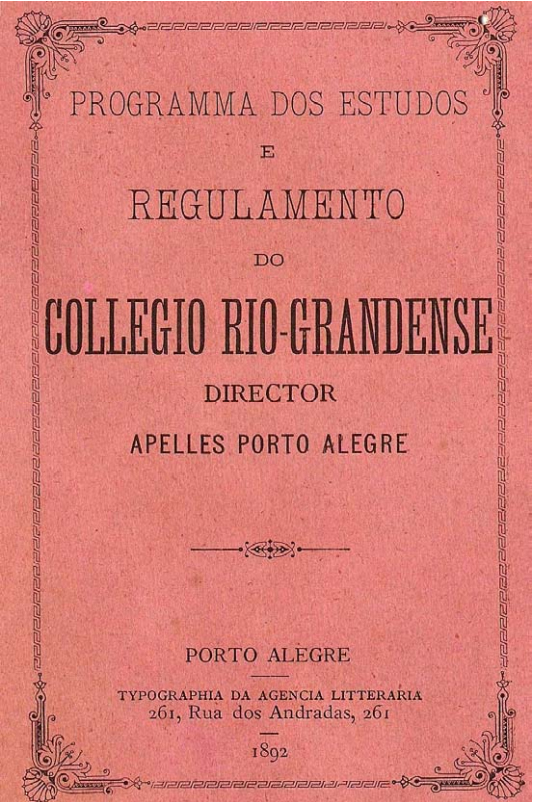
Capa do programa e regulamentos do Colégio Rio-Grandense fundado em 1870 por Apolinário Porto Alegre, Apeles Porto Alegre e Vasco de Araújo e Silva.

Vasco de Araújo e Silva (Porto Alegre, 1842 — 23 de novembro de 1895) foi um funcionário público, educador, jornalista, biógrafo e literato brasileiro.
Filho do general Gabriel de Araújo e Silva e de Josefina Leopoldina da Silva Guimarães, começou sua carreira preparando-se para uma vida nas armas, estudando na Escola Militar e de Aplicação da Província, onde obteve a patente de 1º cadete em 1859, aperfeiçoando-se na Escola Militar do Rio de Janeiro, mas devido a uma doença teve de interromper o curso e mudar seus planos, passando a se dedicar à docência e a literatura. Segundo Aquiles Porto Alegre, adquiriu uma sólida bagagem intelectual.
Teve um início difícil como professor no afamado Colégio Gomes, mas logo ganhou reputação, como narra Porto Alegre: "Como o que ganhava mal dava paras as suas despesas mais urgentes, começou a lecionar em seu domicílio, até um pedaço da noite. E, em pouco tempo, estava bem encaminhada para a sua casa, uma corrente de alunos, em sua maioria empregados no comércio ou pretendentes a cargos públicos".
Lecionava geografia e matemática, chegou à direção do Colégio Gomes, e foi um dos fundadores do Colégio Rio-Grandense, junto com Apolinário e Apeles Porto Alegre, outro educandário que ganhou fama na cidade.
Como funcionário público foi amanuense e 1º oficial da Secretaria de Governo, examinador de exames gerais preparatórios de português, geografia, história e escrituração mercantil, inspetor de escolas, sub-diretor da Diretoria de Estatística e membro do Conselho Diretor da Inspetoria de Instrução Pública da Província.
Foi membro fundador da lendária Sociedade Partenon Literário, servindo como presidente provisório até a eleição da diretoria efetiva, depois foi um dos seus membros mais ativos, vice-presidente, palestrante, membro da Comissão de Filosofia, participou da organização da escola noturna, publicou trabalhos em sua Revista Mensal e foi membro da sua Comissão Editorial. Em Porto Alegre também foi colaborador do jornal literário Álbum do Domingo, membro do Ginásio Literário, da Sociedade Literária Apeles, presidente do Grêmio Literário, redator do jornal Diário Popular, e colaborador do Mercantil, e em Rio Grande foi um dos redatores do jornal literário Arcádia.
Fez crítica de literatura e teatro, deixou poesias, crônicas, biografias de vultos ilustres, e os livros didáticos Noções de agricultura para uso das escolas primárias, Noções de geografia geral e Noções de geometria prática para uso nas escolas de instrução elementar. Este último foi um dos primeiros manuais de geometria publicados no Rio Grande do Sul. Todos foram adotados para uso das escolas públicas estaduais. Defendia o principio de que a arte e a literatura deviam ter uma função redentora, educativa e moralizante, e deixou um testemunho sobre a arte poética: 
"Purificar as almas pelo espetáculo da beleza, elevá-las pelo sentimento da admiração, fortificá-las pela pintura das paixões, das misérias e das grandezas da humanidade, é a missão da poesia. [...] Múltipla em seu objeto, a poesia está em contato com três mundos diversos: a humanidade, a natureza e Deus, fontes de onde ela emana, brilhante e variada. Encontra-se a poesia nas paixões da humanidade e em seus infortúnios, no espetáculo da natureza, e na contemplação do poder infinito do Criador. Pela combinação e escolha destes diversos elementos é que o poeta pode fazer vibrar todas as fibras da alma, excitar a admiração, o temor e a simpatia, arrancar lágrimas ou provocar o riso, e produzir nos outros as emoções que experimenta".
Segundo Cássia Macedo da Silveira, em sua crítica literária "Vasco constituía um discurso autorizado sobre a arte e se constituía em pessoa competente para proferir esse discurso. Criava um saber que, vindo do cultivo lento e apurado das habilidades e sensibilidades artísticas, derivado de tempo investido em estudos e vivido em teatros e saraus, ao lado de outros 'civilizados', não podia pertencer aos leigos. Criava-se, portanto, uma distinção entre aquele que possuía este saber e aquele que não o possuía".